# Agnivesh

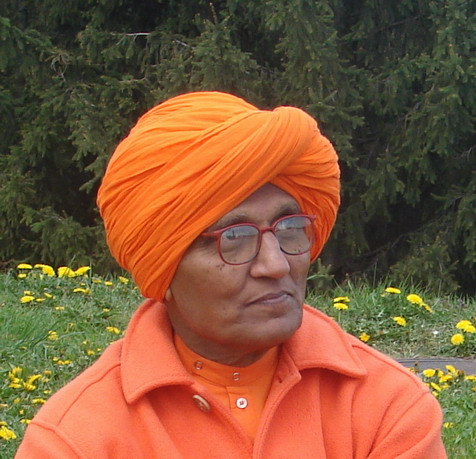
Swami Agnivesh

Swami Agnivesh (Hindi: अग्निवेश; * 21. September 1939 in Sakti, Chhattisgarh, Indien als Vepa Shyam Rao; † 11. September 2020 in Neu-Delhi) aus einer telugusprachigen Familie war ein Samnyasin in der Hindu-Tradition, Politiker und Sozialaktivist.

## Werdegang
Agnivesh studierte Jura und Wirtschaftsmanagement und war Dozent für Wirtschaft und Recht am Department of Law and Business Management des renommierten St. Xavier’s College von Kalkutta.
Er war der Präsident des World Council of Arya Samaj. Er war Founder Coordinator des Parliament of All Faiths und war Chairperson des U.N. Trust Fund zu Contemporary Forms of Slavery in Genf.
1981 gründete Agnivesh die Zwangsarbeiter-Befreiungsfront Mutki Morcha gegen Kinderarbeit.
Er erhielt den Right Livelihood Award (Alternativer Nobelpreis) in Schweden und den Freiheits- und Menschenrechtspreis (1994) der Berner Stiftung für Freiheit und Menschenrechte in der Schweiz.
Von 1977 bis 1982 war er Mitglied der Gesetzgebenden Versammlung und 1979 Bildungsminister von Haryana.
Er war ein Vertreter des Hinduismus im neunköpfigen Direktorium des König-Abdullah-Zentrums für interreligiösen und interkulturellen Dialog in Wien.
Er starb am 11. September 2020 80-jährig in Neu-Delhi.

## Zitate
Quelle: 
As long as we do not give women an equal place in the world of religion, there can be neither Peace nor Justice in the world.
The religious leaders of the world should come forward to realize the ideal of Vasudhaiva Kutumbakam “Whole world a family”.
World peace will remain a pipe dream unless there is reduction in arms manufacturing and its trade banned.

## Werke
- Vaidik Saamajvad (Vedischer Sozialismus) (Hindi), 1974.
- Religion Revolution and Marxism (Hindi und Englisch)
- Harvest of Hate: Gujarat Under Siege, mit Valson Thampu. Rupa & Co, India. 2002. ISBN 81-7167-858-0.
- Religion, Spirituality and Social Action New Agenda for Humanity: New Agenda for Humanity, Hope India Publications, 2003. ISBN 81-7871-000-5.
- Hinduism in the New Age, Hope India Publications, 2005. ISBN 81-7871-047-1.

### Zeitschriften
- Rajdharma (vierzehntäglich) – Chief Editor (1968–1978)
- Kranti Dharmi (monatlich) – Chief Editor (1989–1991)